# Craven Cottage
Craven Cottage är en fotbollsarena i Fulham i London i England. Arenan är Fulham FC:s hemmaarena och ligger vid Themsens strand.
Publikrekordet på Craven Cottage är från 1949 då 49 335 åskådare bevistade ett möte mellan Fulham och Millwall FC. Arenan stod värd för ett antal fotbollsmatcher under Olympiska spelen 1948. Finalen i Uefa Women's Champions League 2010/2011 spelades på Craven Cottage.
En av läktarna heter "Johnny Haynes stand" efter förre Fulham-spelaren Johnny Haynes.

## Historia
Craven Cottage invigdes 1896. 2004 renoverades arenan och har nu kapacitet för 29 500 åskådare. Emellertid har området en längre historik kopplad till idrott. Redan 1780 byggdes en stuga ("cottage" på engelska) på platsen, och de omgärdande fälten användes för sportverksamhet. Stugan brann ned 1888.

## Konst vid Craven Cottage
Förre Fulham-spelaren Johnny Haynes står sedan 2008 staty vid Craven Cottage.
Det stod tidigare en stor staty utanför arenan föreställande Michael Jackson. Det sägs att Fulhams tidigare ägare har varit ett stort fan av den kända artisten.

## Galleri

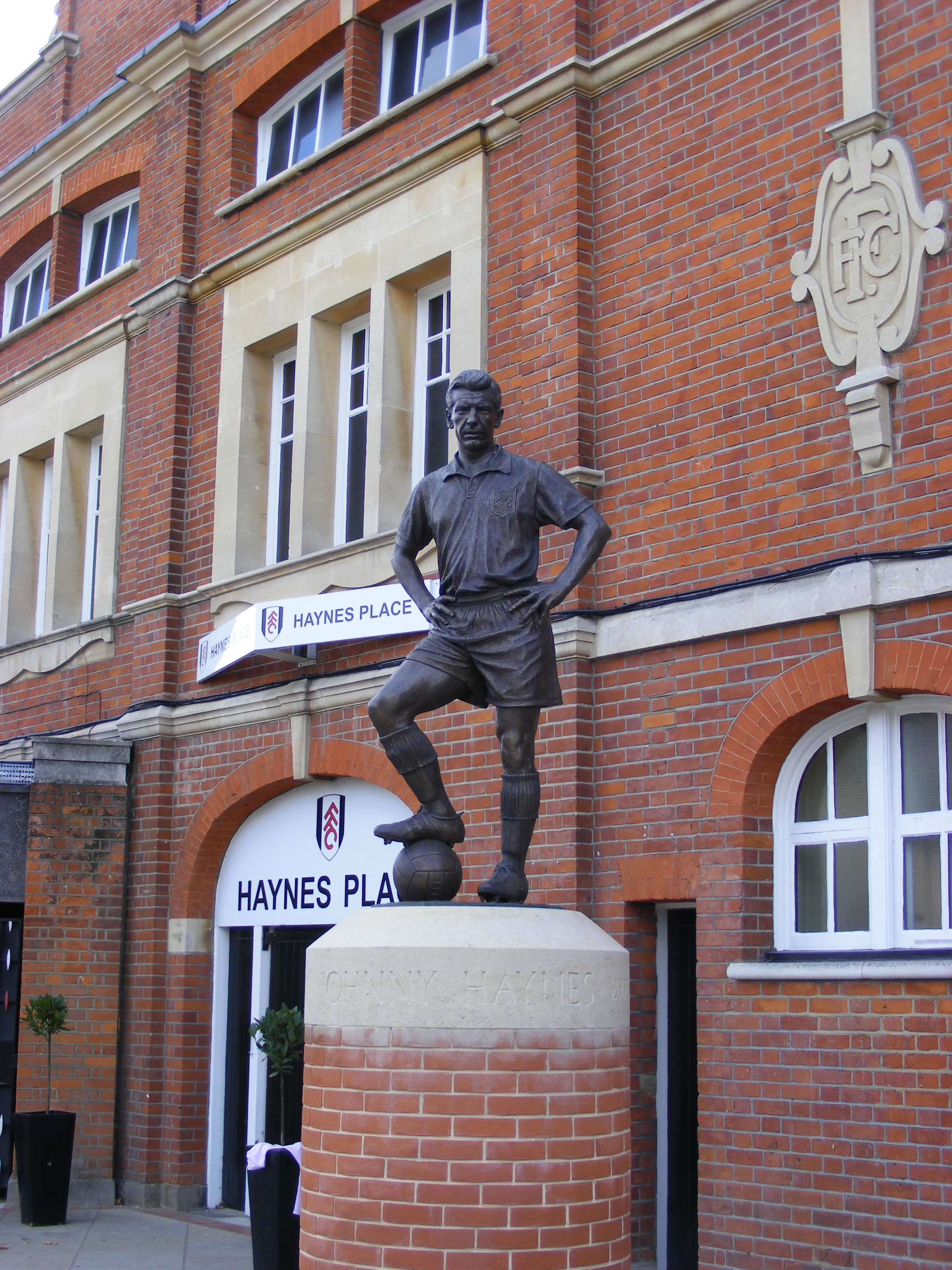
Johnny Haynes-statyn vid Craven Cottage.
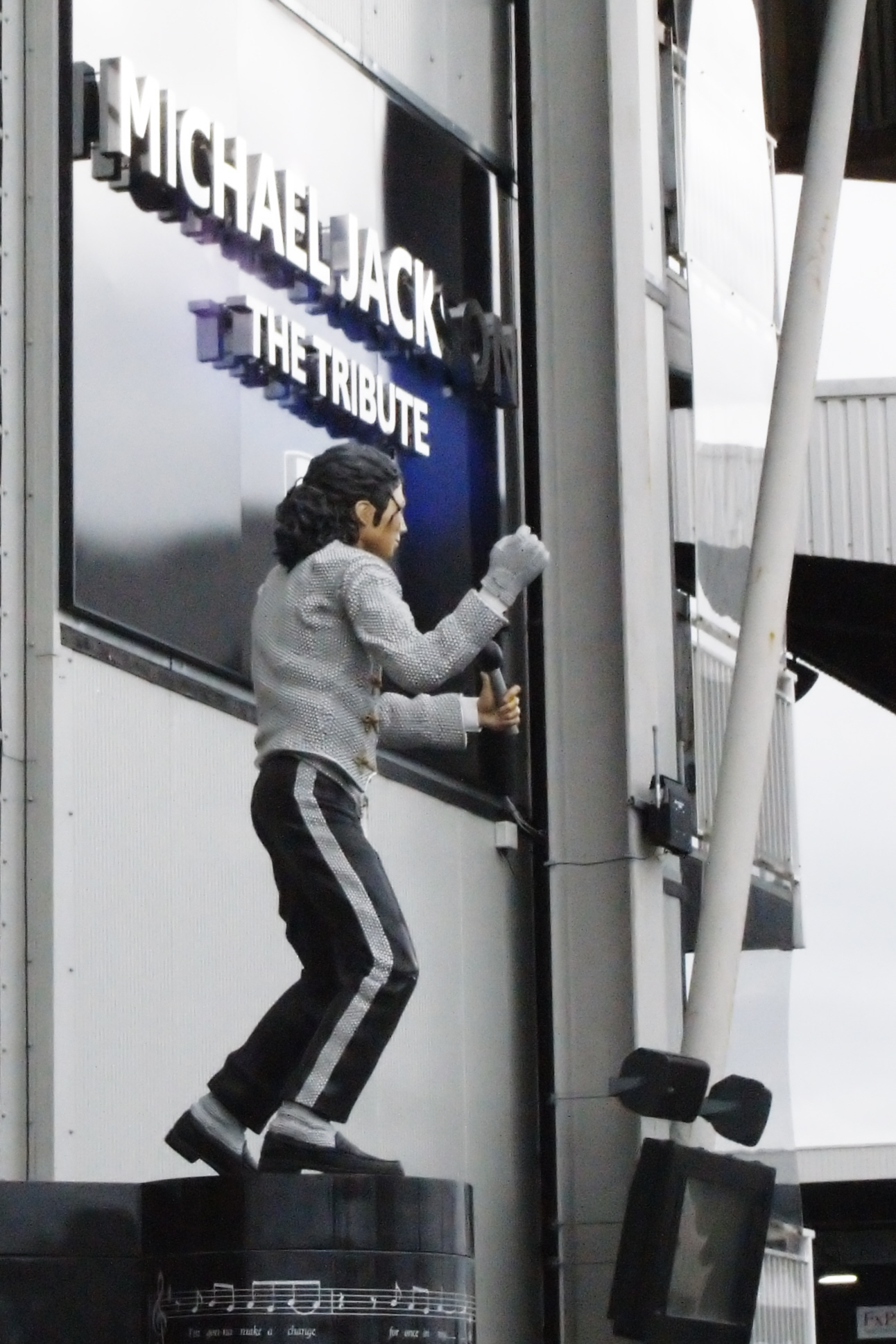
Michael Jackson-statyn vid Craven Cottage.
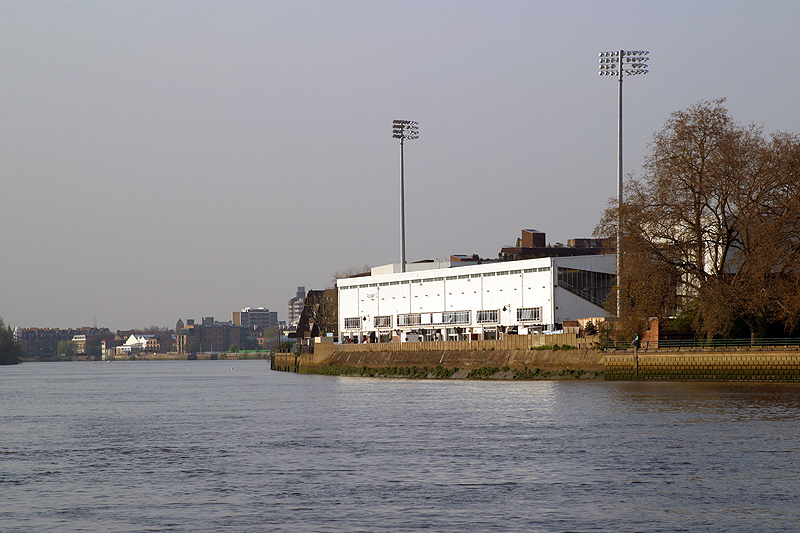
Arenan ligger vid Themsens strand.